# Koncentrirana fotovoltaika
Koncentrirana fotovoltaika (ang. Concentrated photovoltaic - CPV) je tehnologija, ki uporablja optične naprave, kot so leče ali pa zrcala za koncentriranje sončne svetlobe na manjše fotovoltaične celice. V primerjavi s konvencionalno (nekoncentrirano) fotovoltaiko so lahko CPV celice cenejše, ker je potrebno manj materiala za izdelavo celic.   Lahko se tudi uporablja večsponkovne (multijunction) celice, ki imajo večji izkoristek, vendar so tudi dražje. CPV sistem zahteva uporabo leč ali zrcal, za večji izkoristek lahko tudi sledilnik soncu in hladilni sistem. Slednji sistemi povečajo ceno, zato CPV celice niso pogoste v praksi. V prihodnosti se bodo cene CPV zaradi novih tehnologij najverjetneje znižale.
Podobna tehnologija so solarne termoelektrarne kot npr. solarni stolp in parabolična solarna elektrarna, ki uporabljajo koncentrirano sončno svetlobo za proizvodnjo pare, ki potem poganja parno turbino - podobno kot konvencionalna termoelektrarna. Stirlingova sončna elektrarna prav tako deluje na koncentrirano svetlobo, namesto turbine uporablja stirlingov motor.
Razvoj CPV se je začel že v 1970ih pri Sandia National Laboratories. Ob koncu deseteletja so razvili CPV celico s fresnelovimi lečami, dvoosnim slednilnikom in vodno hlajenimi silicijevimi celicami. Ramón Areces je tudi razvil podoben sistem.
CPV sistemi delujejo najbolj efektivno pri direktni sončni svetlobi in efektivnim hlajenjem celic. Difuzne svetlobe, ki se pojavi ob oblačnem vremenu, se ne da koncentrirati.
Obstaja več tipov glede na stopnjo koncentracije: npr. nizko koncentracijske LCPV (2-100X), srednje koncentracijske (100-300X) in visoko koncentracijske (300-1000+ X)